# یواس‌اس اسکریماج (ای‌ام-۲۹۷)
یواس‌اس اسکریماج (ای‌ام-۲۹۷) (به انگلیسی: USS Scrimmage (AM-297)) یک کشتی بود که طول آن ۱۸۴ فوت ۶ اینچ (۵۶٫۲۴ متر) بود. این کشتی در سال ۱۹۴۳ ساخته شد.